# Bernard Oger
Bernard Oger est une personnalité du monde des courses hippiques, jockey, driver et entraîneur de trotteurs.

## Carrière
Au service du grand entraîneur Léopold Verroken, Bernard Oger fut notamment le partenaire en courses de la championne Vourasie. 

## Palmarès jockey et driver

### GroupesI(classiques)
- Prix de Vincennes 1983
- Prix d'Essai 1983
- Saint-Léger des Trotteurs 1984
- Prix de Sélection 1985
- Critérium des Jeunes 1990, 1991
- Prix de l'Étoile 1991
- Prix de Paris 1993, 1994, 1995
- Prix d'Été 1993
- Prix Albert-Viel 1993
- Prix de France 1994

### GroupesII(semi-classiques)
- Prix Raoul-Ballière 1983
- Prix Louis-Tillaye 1983, 1984
- Prix Hémine 1984
- Prix de Pardieu 1985
- Prix Marcel-Laurent 1985, 1992
- Prix Jules-Thibault 1985
- Prix Louis-Forcinal 1985
- Prix du Plateau de Gravelle 1985, 1996
- Prix Roederer 1986
- Prix de Croix 1986
- Prix Ovide-Moulinet 1986
- Prix du Bois de Vincennes 1986
- Prix Paul-Karle 1987
- Prix de Basly 1987
- Prix Pierre-Plazen 1987
- Prix Maurice-de-Gheest 1987, 1990, 1991
- Prix Emmanuel-Margouty 1988, 1989, 1990
- Prix Guy-Le-Gonidec 1988
- Prix Louis-Jariel 1991
- Prix Albert-Demarcq 1991
- Prix Paul-Viel 1991
- Prix Octave-Douesnel 1991, 1994
- Prix Doynel-de-Saint-Quentin 1992
- Prix de Bretagne 1994, 1995
- Prix de Tonnac-Villeneuve 1994
- Prix Robert-Auvray 1994
- Prix de Bourgogne 1994, 1995
- Prix Chambon-P 1994
- Prix de la Marne 1994
- Prix Charles-Tiercelin 1994